# أيه كيه-107
إيه كيه-107 (بالإنجليزية: AK-107) هي بندقية هجومية روسية مقاس 5.45x39 مليميتر صممها الروسي يوري أليكساندروف. طُوِّرَت من سلسلة بنادق AK-100. تتميز بنظام تشغيل «متوازن» شبيه بذلك المستخدم في بندقية AEK-971، هنا في تسمية AK-107 الحرف A لا يشير إلى كلمة Avtomat «تلقائية» كما في (Avtomat Kalashnikova) كلاشينكوف، ولكن تشير إلى أليكساندروف "Alexandrov"، وقد قام أليكساندروف بتصميم وتأسيس نظام الغاز لنمط بنادق كلاشينكوف.
آيه كيه-107 (بالإنجليزية: AK-107) هي بندقية هجومية روسية من عيار 5.45×39 ملم، طُوِّرت من سلسلة بنادق AK-100. صُمِّمت هذه البندقية لتوفير أداء عالٍ في ظروف القتال المختلفة، مع التركيز على تقليل الارتداد وتحسين الدقة.

## التصميم والميزات
تتميز بندقية آيه كيه-107 بنظام تشغيل متوازن للارتداد، يُعرف باسم BARS (Balanced Automatic Recoil System)، والذي يساهم في تقليل تأثير الارتداد على دقة الرمي. يُشبه هذا النظام إلى حد كبير النظام المستخدم في بندقية AEK-971. تستخدم البندقية مواد مثل البوليمر المقوى بالألياف الزجاجية في المقبض ودرع الحرارة، مما يقلل من الوزن ويزيد من المتانة مقارنة بالأجزاء الخشبية التقليدية المستخدمة في النسخ القديمة مثل AKM وAK-74.

## المواصفات الفنية
- العيار: 5.45×39 ملم (AK-107)، 5.56×45 ملم ناتو (AK-108)، 7.62×39 ملم (AK-109).
- آلية التشغيل: نظام الغاز مع زناد دوار ونظام BARS.
- معدل إطلاق النار: 850–900 طلقة/دقيقة.
- سرعة الفوهة: 900 متر/ثانية (AK-107)، 910 متر/ثانية (AK-108)، 750 متر/ثانية (AK-109).
- المدى الفعال: 500 متر.
- المدى الأقصى: 800 متر.
- نظام التغذية: مخزن قابل للفصل بسعة 30 طلقة، مع إمكانية استخدام مخازن AK-200 بسعة 60 طلقة.[1]

## الاستخدام والتطوير
تم تطوير بندقية آيه كيه-107 لتلبية احتياجات القوات المسلحة الروسية في تحسين أداء الأسلحة الهجومية. على الرغم من تقديمها كبديل محتمل للبنادق التقليدية، إلا أن استخدامها في الخدمة الفعلية كان محدودًا. تُعتبر هذه البندقية جزءًا من سلسلة تطوير مستمرة لبنادق كلاشنيكوف، التي تهدف إلى تحسين الأداء والموثوقية في بيئات القتال المختلفة.